# OR8H1
OR8H1 (англ. Olfactory receptor family 8 subfamily H member 1) – білок, який кодується однойменним геном, розташованим у людей на короткому плечі 11-ї хромосоми. Довжина поліпептидного ланцюга білка становить 311 амінокислот, а молекулярна маса — 35 228.
| 10         |  | 20         |  | 30         |  | 40         |  | 50         |
| ---------- |  | ---------- |  | ---------- |  | ---------- |  | ---------- |
| MGRRNNTNVP |  | DFILTGLSDS |  | EEVQMALFIL |  | FLLIYLITML |  | GNVGMILIIR |
| LDLQLHTPMY |  | FFLTHLSFID |  | LSYSTVITPK |  | TLANLLTSNY |  | ISFMGCFAQM |
| FFFVFLGAAE |  | CFLLSSMAYD |  | RYVAICSPLR |  | YPVIMSKRLC |  | CALVTGPYVI |
| SFINSFVNVV |  | WMSRLHFCDS |  | NVVRHFFCDT |  | SPILALSCMD |  | TYDIEIMIHI |
| LAGSTLMVSL |  | ITISASYVSI |  | LSTILKINST |  | SGKQKALSTC |  | ASHLLGVTIF |
| YGTMIFTYLK |  | PRKSYSLGRD |  | QVASVFYTIV |  | IPMLNPLIYS |  | LRNKEVKNAL |
| IRVMQRRQDS |  | R          |  |            |  |            |  |            |

A: Аланін

C: Цистеїн

D: Аспарагінова кислота

E: Глутамінова кислота

F: Фенілаланін

G: Гліцин

H: Гістидин

I: Ізолейцин

K: Лізин

L: Лейцин

M: Метіонін

N: Аспарагін

P: Пролін

Q: Глутамін

R: Аргінін

S: Серин

T: Треонін

V: Валін

W: Триптофан

Кодований геном білок за функціями належить до рецепторів, g-білокспряжених рецепторів, білків внутрішньоклітинного сигналінгу. 
Локалізований у клітинній мембрані, мембрані.